# Andover (Massachusetts)
Andover is een town in Essex County, Massachusetts, Verenigde Staten. In 2000 had de plaats een inwonertal van 31247 en waren er 11305 huishoudens. 
In Andover bevindt zich de Phillips Academy, ook wel "Andover" genoemd, een Amerikaanse school voor voortgezet onderwijs. 

## Bekende inwoners
- Anne Bradstreet, dichter
- Michael Chiklis, acteur
- Priscilla Lane, actrice
- Jay Leno, komiek, presentator The Tonight Show
- Blanchard Ryan, actrice
- Harriet Beecher Stowe, abolitioniste en schrijfster
- Robert Urich, acteur

## Geboren
- Samuel Phillips Jr. (5 februari 1752 - 10 februari 1802), oprichter van de Phillips Academy
- Jenny Powers (29 augustus 1979), actrice, zangeres en voormalig schoonheidskoningin
- Kara Hayward (17 november 1998), actrice

## Externe link

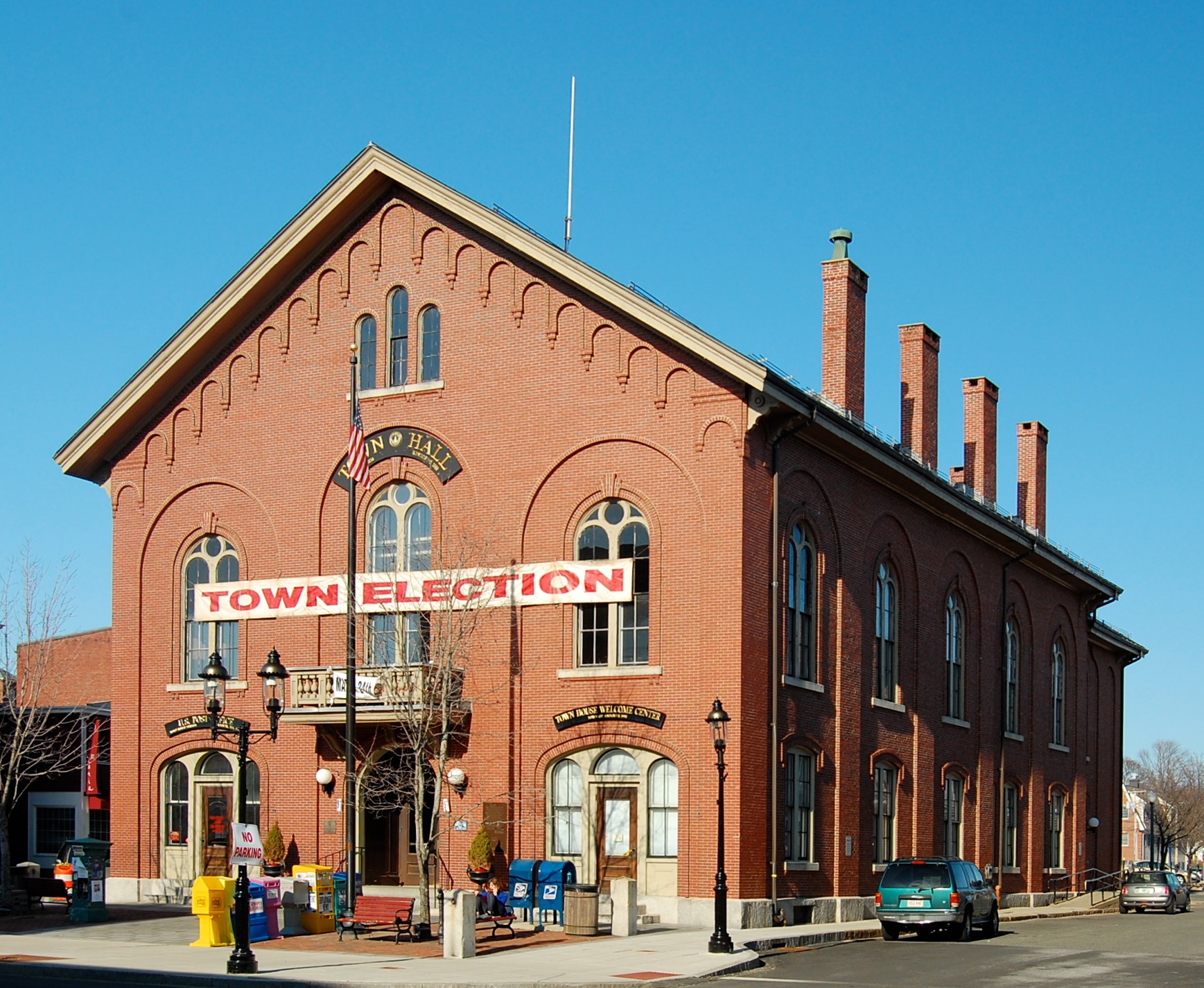
Gemeentehuis van Andover